# Stazione di Albes
La stazione di Albes (in tedesco Albeins) è una fermata ferroviaria fuori servizio posta sulla linea Brennero-Bolzano. Serviva la frazione di Albes, nel territorio comunale di Bressanone (BZ).

## Storia
La fermata è stata attivata nel 1898: si trattava di una stazione secondaria, con un piccolo fabbricato viaggiatori ligneo atto ad ospitare dirigente movimento, sala d'attesa e biglietteria. Una costruzione separata, egualmente lignea, ospitava i servizi igienici. Il patrimonio edilizio era completato da un casello ferroviario.
La fermata venne gravemente danneggiata nel 1944 dal bombardamento che distrusse il vicino ponte ferroviario sull'Isarco. La stazione non venne mai risanata e rimase abbandonata fino agli anni 1960, quando le rovine furono demolite per far spazio ad un nuovo edificio in cemento, atto ad ospitare alcune apparecchiature tecniche e con funzione di posto di blocco intermedio.

## Strutture e impianti
Le strutture originarie della stazione sono state abbattute: sul sito sorge un piccolo edificio in cemento, che ospita al suo interno apparecchi di sezionamento e di relè.